# Junya Imase
Junya Imase (今瀬 淳也 Imase Junya?), född 3 januari 1993 i Chiba prefektur, är en japansk fotbollsspelare.
Imase började sin karriär 2015 i Mito HollyHock. Han spelade 62 ligamatcher för klubben. 2018 flyttade han till Kataller Toyama.